# Villanueva (La Guajira)
Villanueva is een gemeente in het Colombiaanse departement La Guajira. De gemeente telt 23.605 inwoners (2005).
Albania · Barrancas · Dibulla · Distracción · El Molino · Fonseca · Hatonuevo · La Jagua del Pilar · Maicao · Manaure · Riohacha · San Juan del Cesar · Uribia · Urumita · Villanueva